# Día de la Independencia de la República Argentina
El Día de la Independencia de la República Argentina se celebra el 9 de julio de cada año. Esta fecha se origina en conmemoración a la firma de la Declaración de independencia de la Argentina, el martes 9 de julio de 1816 en la casa de Francisca Bazán de Laguna. En 1941 el edificio fue declarado Monumento histórico nacional. La decisión de independizarse fue tomada por el Congreso de Tucumán, que escogió a la ciudad de San Miguel de Tucumán de las Provincias Unidas del Río de la Plata, el cual proclamó la independencia política del país respecto de la Monarquía Española y también renunció a toda dominación extranjera.

## Primeros festejos históricos

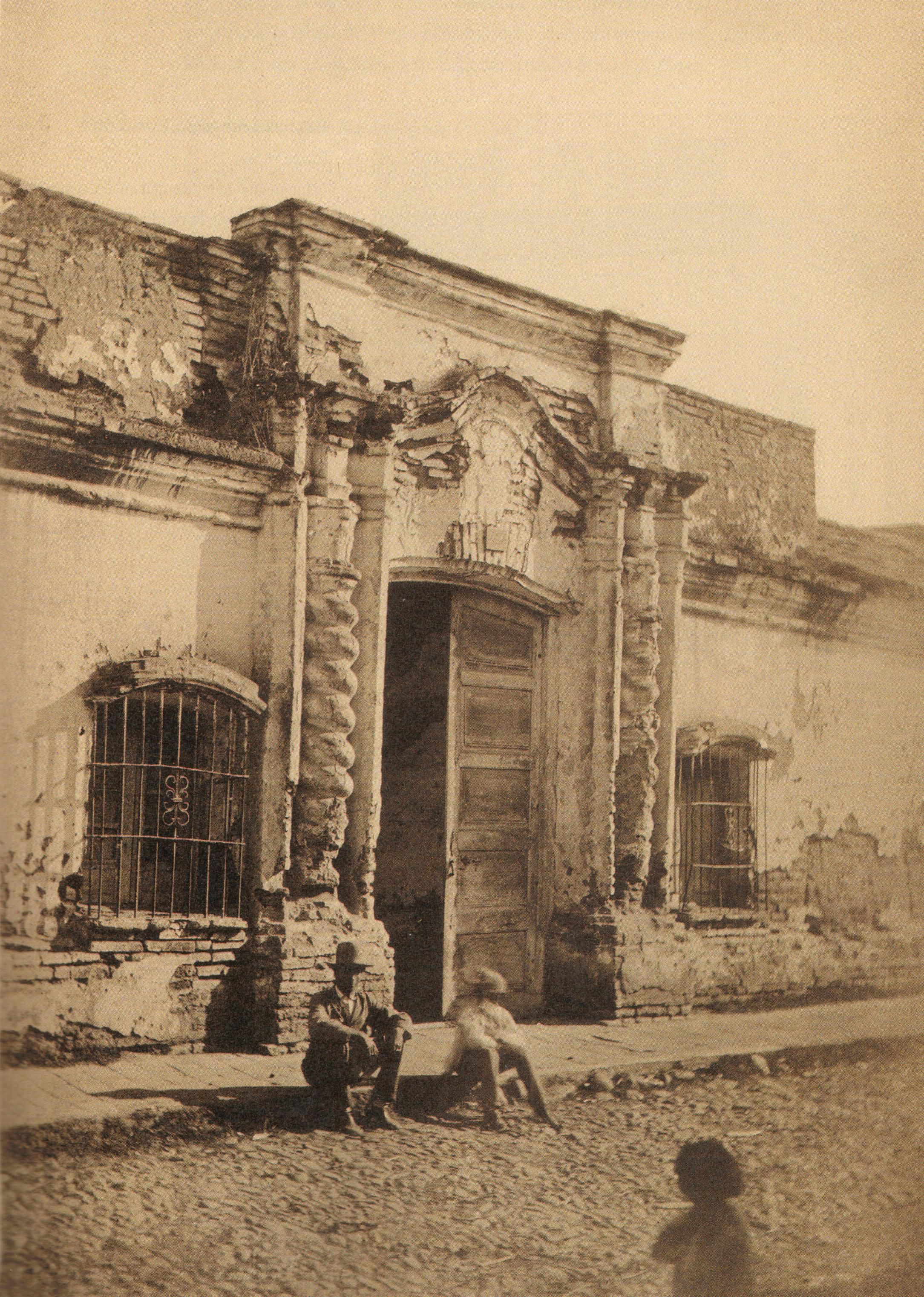
La Casa de Tucumán, propiedad de doña Francisca Bazán de Laguna, donde se declaró la independencia y se realizó el primer festejo de ese día.

Luego de la firma de la declaración de Independencia, y según cuenta el general Lamadrid, se propuso realizar una fiesta para celebrar el acontecimiento; esta tendría lugar la noche del día siguiente, 10 de julio, en el patio de la misma casa de la anfitriona, doña Francisca Bazán de Laguna. No obstante ello, sería el 9 de julio de 1816 cuando el pueblo de San Miguel de Tucumán festejó con algarabía el acontecimiento en las afueras de la ciudad, a donde asistieron más de cinco mil personas.

## Primer centenario
A comienzos del siglo XX, el centenario de la independencia se celebró en casi todos los países latinoamericanos, en Argentina en 1910. Sin embargo la crisis de 1890, que había frenado el crecimiento nacional, creó tensiones políticas y económicas dentro de un país que se debatía en la crisis de principios del siglo XX mientras recibía aluvión inmigratorio proveniente de Europa.
El Estado nacional programó las celebraciones como un gran espectáculo dentro de un país en donde el ganado y las cosechas eran la fuente de sus riquezas pero, según dice el historiador Luis Alberto Romero: “Más allá de la pompa de la celebración, una honda preocupación por el rumbo de la nación invadía los espíritus reflexivos, ganados por un pesimismo creciente”. De esta manera la celebración del Centenario visibilizaba los conflictos al colocarlos en el espacio público, donde no era posible enmascararlos.
De esta manera la nación prepara los festejos a partir de una mirada de una clase que está afincada en el territorio que contrasta con la realidad migratoria y la autóctona, dejando de esta manera entrever la confrontación de la nación como proyecto político con sus límites: indios e inmigrantes dentro de una nación pensada por blancos.

## Segundo centenario
En 2016 se celebró el bicentenario de la independencia argentina, para lo cual se hicieron varios preparativos en todo el país. Uno de estos, fue la remodelación y puesta en valor de la Casa de Tucumán.
También por ese motivo, la Conferencia Episcopal Argentina (CEA) eligió ese año a San Miguel de Tucumán como sede para celebrar el Congreso Eucarístico Internacional, en el cual se solicitó que sea presidido por el papa Francisco si llegara a visitar el país. Finalmente, esto no ocurrió.

## Onomástica
A lo largo del tiempo diversos lugares, calles, buques, bonos y empresas tomaron el nombre de "9 de julio" en honor a la fecha patria, tal es el caso de las avenidas 9 de Julio de la ciudad de Buenos Aires, 9 de Julio de la Ciudad de Resistencia y 9 de Julio de la Ciudad de Formosa, dos cruceros de la Armada Argentina, el equipo de fútbol Club Atlético 9 de Julio de la Ciudad de Rafaela o la localidad de la provincia de Buenos Aires Nueve de Julio, pueblo de 9 de Julio Corrientes, entre otras.